# 100% Italia
100% Italia è stato un programma televisivo italiano di genere game show, in onda nella fascia dell'access prime time di TV8 con la conduzione di Nicola Savino.

## Il programma
In ogni puntata due coppie di concorrenti si sfidano rispondendo a domande inerenti alle risposte avute in vari sondaggi che sono stati proposti a un campione (definito anche panel) di cento italiani presenti in studio, composto equamente da uomini e donne provenienti da tutta Italia con età compresa tra i 18 e gli 80 anni. Questo campione di persone che è stato sottoposto al sondaggio rappresenterà il pubblico in ogni puntata. La coppia vincitrice conquisterà il montepremi accumulato nel corso della puntata durante i vari sondaggi, i quali sono realizzati dall'Istituto di ricerca di Nicola Piepoli e prevede la partecipazione in studio di Livio Gigliuto, presidente esecutivo dell'Istituto Piepoli, il quale durante il gioco dirà delle curiosità in base ai sondaggi oggetto delle domande poste ai concorrenti.
Da gennaio 2023 vengono introdotti di puntata in puntata diversi VIP all'interno dei 100 panelisti, mentre dal 15 marzo dello stesso anno è andato in onda 100% Italia Special, quattro puntate in prima serata dove a giocare sono state due squadre composte da tre VIP ciascuna. Dal 4 al 26 maggio 2023, al termine della stagione televisiva, si è svolto Il torneo dei campioni, con le 16 coppie migliori dell'edizione.
Nella seconda edizione del programma, in onda su TV8 da settembre 2023 ad aprile 2024, vengono introdotti due nuovi giochi (Uno x Cento e Se ti dico). In questa edizione nel panel dei 100 italiani vi è un comico fisso (tra cui Gianluca Fubelli, Omar Fantini, Francesco Mileto, Saverio Raimondo, ecc.) di settimana in settimana. Dall'11 al 19 aprile 2024 è stato indetto un nuovo Torneo dei campioni con le migliori otto coppie della seconda edizione del programma. In palio, oltre al denaro, un trofeo con il logo del programma e un viaggio per due persone. Il torneo è stato vinto dalla coppia di fratello e sorella Nicola e Laura (soprannominati brother and sister).
Dal 29 aprile al 14 giugno 2024 il programma è stato sostituito dal nuovo game show Tris per vincere, rivisitazione de Il gioco dei 9, sempre con Nicola Savino alla conduzione.
Il 4 giugno 2024, nell'ambito della presentazione dei palinsesti Sky per la stagione 2024-2025, il quiz è stato riconfermato per una terza edizione, in onda dal 9 settembre e cominciando con un nuovo torneo dei campioni composto da sfide a eliminazione diretta in cui si affrontano 16 coppie di campioni, otto della prima e otto della seconda edizione, che decreterà la coppia di super campioni. L'edizione si concluderà anticipatamente con appena 61 puntate al 20 dicembre 2024.

## Edizioni
| Edizione | Anno      | Conduzione    | Periodo           | Periodo          | Puntate | Regia         | Studio                    |
| Edizione | Anno      | Conduzione    | Inizio            | Fine             | Puntate | Regia         | Studio                    |
| -------- | --------- | ------------- | ----------------- | ---------------- | ------- | ------------- | ------------------------- |
| 1ª       | 2022-2023 | Nicola Savino | 12 settembre 2022 | 26 maggio 2023   | 154     | Lele Biscussi | Soulmovie Studios, Milano |
| 2ª       | 2023-2024 | Nicola Savino | 4 settembre 2023  | 19 aprile 2024   | 128     | Lele Biscussi | Soulmovie Studios, Milano |
| 3ª       | 2024      | Nicola Savino | 9 settembre 2024  | 20 dicembre 2024 | 61      | Lele Biscussi | Soulmovie Studios, Milano |

## Svolgimento
In ogni puntata, due coppie di concorrenti (amici, parenti, colleghi di lavoro ecc.) devono provare a rispondere a varie domande basate su sondaggi posti al campione di cento persone presenti in studio per vincere il montepremi finale nel corso di cinque manches (quattro fino alla prima edizione).

### Prima manche:La maggioranza
In questo gioco, le due coppie devono rispondere a un totale di quattro domande, le prime due con due opzioni di risposta e le altre due con quattro opzioni di risposta, su un quesito la cui risposta esatta è data dalla maggioranza di votanti del panel che ha dato quella risposta. Ad ogni risposta esatta, la coppia aggiungerà 2 000 euro (2 500 euro nelle prime due edizioni) per le prime due domande e 3 000 euro (5 000 euro nelle prime due edizioni) per le altre due mentre, in caso di errore, il gioco passa alla coppia avversaria, la quale nelle domande con due opzioni guadagna direttamente 2 000 euro (2 500 euro nelle prime due edizioni), mentre nelle domande con quattro opzioni se risponderà correttamente aggiungerà 3 000 euro (5 000 euro nelle prime due edizioni) al proprio bottino.

### Seconda manche:Il podio
In questa fase, le coppie, ognuna con un portavoce, devono indovinare le tre risposte più frequenti date dal panel dei 100 italiani a un determinato quesito con sette opzioni di risposta. Il valore di ogni risposta esatta è di 5 000 euro.
Una volta indovinate le tre risposte più date dal panel, la coppia deve indovinare l’opzione che è al primo posto e in caso di risposta esatta aggiungerà 5 000 euro (10 000 euro nella prima edizione) al proprio montepremi.
Ad ogni risposta esatta, la coppia aggiungerà il valore della domanda al proprio montepremi mantenendo la mano di gioco, mentre in caso di risposta sbagliata la mano viene ceduta alla coppia avversaria.
In questo gioco, verranno fatti in tutto un totale di due quesiti.
Questa manche sostituisce il gioco del Vox Pop.

### Terza manche:La scelta
In questa manche, introdotta dalla terza edizione, ogni coppia di concorrenti deve rispondere a un sondaggio e, in ordine alfabetico, le tre voci che hanno ottenuto, da parte del panel, il maggior numero di voti. La risposta più votata vale 10 000 euro, la seconda non vale nulla, mentre la terza fa perdere 5 000 euro. La coppia che ha in mano il gioco deve scegliere quale voce tenere per sé e quale assegnare alla coppia avversaria nella speranza di tenere per sé quella più votata e di affibbiare alla coppia rivale la terza.
Questo gioco prende il posto dell'Uno x Cento.

### Quarta manche:La sfida dei 100
In questa fase, le coppie sulla stessa domanda devono dare le cinque risposte più votate dal campione presente in studio su un determinato quesito. Per ogni mano di gioco, le coppie verranno separate e isolate nel backstage con delle cuffie e della musica ad alto volume.
Ad ogni risposta esatta, la coppia accumulerà un determinato punteggio dato dal totale degli italiani che ha dato quella risposta.
Al termine di questa manche, la coppia che avrà totalizzato il punteggio più alto aggiungerà 5 000 euro (20 000 euro nelle prime due edizioni) al suo montepremi e andrà a giocarsi la vittoria del montepremi accumulato al gioco finale, mentre l'altra verrà eliminata.
In caso di parità di punteggio, andrà alla manche finale la coppia col montepremi più alto. In caso di ulteriore parità, si qualificherà al gioco finale la coppia campione in carica.

### Quinta manche:Se ti dico
In questo gioco finale, introdotto dalla seconda edizione, la coppia finalista per vincere il montepremi accumulato deve indovinare le cinque risposte più votate dal campione di cento persone presente nello studio su cinque diversi sondaggi associativi a risposta libera.
All'inizio della prova, per ogni sondaggio, la coppia campione, i cui membri possono consultarsi tra loro, deve indicare in dieci secondi per ogni risposta (in un minuto di tempo per rispondere nella seconda edizione) quella che pensa sia la risposta più ricorrente votata dai cento italiani. Una volta data la risposta, il cronometro si blocca per ripartire alla domanda successiva. 
Alla fine del tempo, la coppia se non è convinta delle cinque risposte date, può effettuare un singolo cambio, dimezzando il montepremi e in caso di cambio, il conduttore comunicherà in ordine casuale le prime due risposte più date dai 100 italiani tra cui scegliere.
A partire dalla terza edizione, se la coppia non è convinta della risposta data prima della verifica dell’ultimo dei cinque sondaggi, può chiedere di sostituire la risposta con un altro sondaggio, dimezzando il proprio montepremi.
Se le cinque risposte date verranno indovinate, la coppia vincerà il montepremi accumulato, altrimenti non vincerà nulla e, indipendentemente dal risultato finale, tornerà a partecipare nella puntata successiva.
Questa prova sostituisce il gioco del Prendere o lasciare.

### Prove passate
- Vox Pop: gioco presente fino a dicembre 2022. In questo gioco vi era una classifica con le sette opzioni più date dal campione di 100 italiani su un determinato argomento. Ogni opzione aveva un valore in denaro: la prima valeva 10 000€, la seconda 7 000€, la terza 5 000€, dalla quarta alla settima 1 000€. Se i concorrenti davano una risposta contenuta nella classifica, guadagnavano un valore dipendente dalla posizione in cui si trovava l'opzione data dai concorrenti.
- Uno x Cento: In questa manche introdotta nella seconda edizione, le due coppie dovevano rispondere a due domande con tre opzioni di risposta basate su due differenti sondaggi proposti al muro dei cento italiani. Prima di ogni domanda, veniva illuminata di rosso la postazione dell'italiano che ha indicato l'opzione rappresentante l'1%. Lo scopo principale del gioco, era indovinare la risposta più votata tra le tre elencate evitando di dire quella che è stata detta dall'1%. Ogni coppia dava una risposta, che veniva poi eliminata dalle opzioni: la prima giocava con tre opzioni, mentre la seconda con due. La manche terminava quando una coppia sceglieva la risposta da 1%. La coppia che sceglieva una delle due opzioni più indicate guadagna 10 000 euro, mentre la risposta da 1% faceva dimezzare il montepremi accumulato fino a quel momento. Se la coppia, che aveva in mano il gioco, sceglieva al primo colpo l’opzione da 1%, oltre a dimezzare il proprio montepremi, regalava 10 000 euro alla coppia avversaria.
- Prendere o lasciare: gioco finale presente nella prima edizione del programma. In questo gioco, ai concorrenti venivano date dodici opzioni su un determinato quesito posto al campione di 100 italiani e i concorrenti dovevano trovare le quattro opzioni più date, decidendo ogni volta che gli veniva data un'opzione se tenerla o scartarla. Se le quattro opzioni scelte dai concorrenti erano le più date dai 100 italiani, la coppia vinceva il montepremi accumulato nella puntata, altrimenti non vinceva nulla e in ogni caso tornava nella puntata successiva.

## Spin-off

### Edizioni
| Edizione | Anno | Titolo              | Conduzione    | Periodo          | Periodo          | Puntate | Regia         | Studio                 |
| Edizione | Anno | Titolo              | Conduzione    | Inizio           | Fine             | Puntate | Regia         | Studio                 |
| -------- | ---- | ------------------- | ------------- | ---------------- | ---------------- | ------- | ------------- | ---------------------- |
| 1ª       | 2022 | 100% Natale         | Nicola Savino | 18 dicembre 2022 | 18 dicembre 2022 | 1       | Lele Biscussi | 3Zero2 Studios, Milano |
| 2ª       | 2023 | 100% Italia Special | Nicola Savino | 15 marzo 2023    | 5 aprile 2023    | 4       | Lele Biscussi | 3Zero2 Studios, Milano |

### Puntate

#### 100% Natale
La puntata speciale di 100% Natale è andata in onda in prima serata il 18 dicembre 2022.
| Puntata | Messa in onda    | Prima coppia  | Prima coppia  | Seconda coppia | Seconda coppia | Terza coppia | Terza coppia      | Ascolti        | Ascolti |
| Puntata | Messa in onda    | Prima coppia  | Prima coppia  | Seconda coppia | Seconda coppia | Terza coppia | Terza coppia      | Telespettatori | Share   |
| ------- | ---------------- | ------------- | ------------- | -------------- | -------------- | ------------ | ----------------- | -------------- | ------- |
| 1       | 18 dicembre 2022 | Katia Follesa | Angelo Pisani | Vera Gemma     | Asia Argento   | Ciro Ferrara | Gianmarco Tamberi | 233 000        | 1,48%   |

#### 100% Italia Special
La prima edizione di 100% Italia Special è andata in onda ogni mercoledì in prima serata dal 15 marzo al 5 aprile 2023, per quattro puntate.
In verde sono riportate le squadre vincitrici di puntata.
| Puntata | Messa in onda | Tema di puntata | Prima squadra       | Prima squadra        | Prima squadra        | Seconda squadra      | Seconda squadra      | Seconda squadra      | Ascolti        | Ascolti |
| Puntata | Messa in onda | Tema di puntata | Prima squadra       | Prima squadra        | Prima squadra        | Seconda squadra      | Seconda squadra      | Seconda squadra      | Telespettatori | Share   |
| ------- | ------------- | --------------- | ------------------- | -------------------- | -------------------- | -------------------- | -------------------- | -------------------- | -------------- | ------- |
| 1       | 15 marzo 2023 | Musica          | Le signore della tv | Le signore della tv  | Le signore della tv  | I giudici            | I giudici            | I giudici            | 320 000        | 1,90%   |
| 1       | 15 marzo 2023 | Musica          | Stefania Orlando    | Alba Parietti        | Vladimir Luxuria     | Iva Zanicchi         | Bruno Barbieri       | Carolyn Smith        | 320 000        | 1,90%   |
| 2       | 22 marzo 2023 | Vizi e Virtù    | I sud...isti        | I sud...isti         | I sud...isti         | I social...isti      | I social...isti      | I social...isti      | 370 000        | 2,30%   |
| 2       | 22 marzo 2023 | Vizi e Virtù    | Pierpaolo Pretelli  | Francesco Paolantoni | Cristiano Malgioglio | Awed                 | Selvaggia Lucarelli  | Jake La Furia        | 370 000        | 2,30%   |
| 3       | 29 marzo 2023 | Miti            | Gli sportivi        | Gli sportivi         | Gli sportivi         | Quelli della fiction | Quelli della fiction | Quelli della fiction | 292 000        | 1,70%   |
| 3       | 29 marzo 2023 | Miti            | Nicola Ventola      | Sara Simeoni         | Daniele Adani        | Nino Frassica        | Francesca Chillemi   | Simone Montedoro     | 292 000        | 1,70%   |
| 4       | 5 aprile 2023 | Amore           | Italia              | Italia               | Italia               | International        | International        | International        | 278 000        | 1,60%   |
| 4       | 5 aprile 2023 | Amore           | Diego Abatantuono   | Federica Nargi       | Rocco Siffredi       | Natasha Stefanenko   | Giulia Salemi        | Rita Rusić           | 278 000        | 1,60%   |
| Media   | Media         | Media           | Media               | Media                | Media                | Media                | Media                | Media                | 315 000        | 1,87%   |

## Audience
| Edizione | Rete televisiva | Anno      | Stagione         | Orario      | Durata | Programmazione | Programmazione | Programmazione | Programmazione | Programmazione | Programmazione | Programmazione | Media auditel  | Media auditel |   |
| Edizione | Rete televisiva | Anno      | Stagione         | Orario      | Durata | L              | M              | M              | G              | V              | S              | D              | Telespettatori | Share         |   |
| -------- | --------------- | --------- | ---------------- | ----------- | ------ | -------------- | -------------- | -------------- | -------------- | -------------- | -------------- | -------------- | -------------- | ------------- | - |
| 1ª       | TV8             | 2022-2023 | estate-primavera | 20:20-21:30 | 70 min |                |                |                |                |                |                |                | –              | –             | – |
| 2ª       | TV8             | 2023-2024 | estate-primavera | 20:20-21:30 | 70 min | 477 000        | 2,27%          |                |                |                |                |                |                |               |   |
| 3ª       | TV8             | 2024      | estate-autunno   | 20:20-21:30 | 70 min |                |                |                |                |                |                |                |                |               |   |

## Esportazione del format
Il format, interamente creato in Italia, è stato esportato in Francia, dove è stato trasmesso su France 2 nel mese di giugno del 2023 con il titolo 100% France nella versione celebrity.